# Cyaniris excessa
Cyaniris excessa är en fjärilsart som beskrevs av Tutt 1909. Cyaniris excessa ingår i släktet Cyaniris och familjen juvelvingar. Inga underarter finns listade i Catalogue of Life.